# Arrondissement de Rybnik

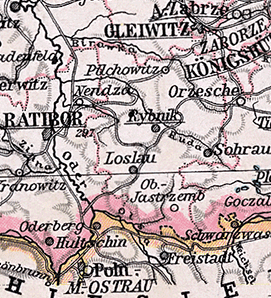
Arrondissement de Rybnik sur une carte de 1905

 (février 2023).
L'arrondissement de Rybnik est un arrondissement prussien de Haute-Silésie de 1818 à 1926. Son chef-lieu est la ville de Rybnik. L'ancien territoire de l'arrondissement fait maintenant partie de la voïvodie polonaise de Silésie.

## Histoire

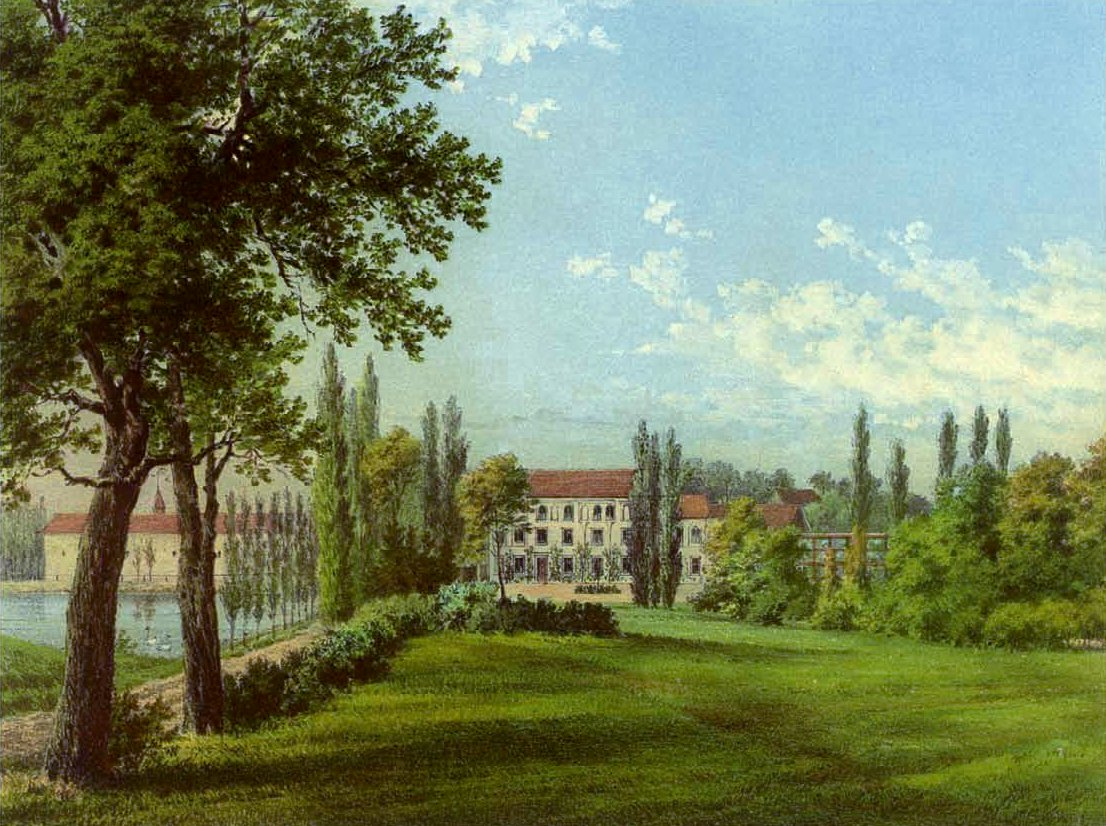
Manoir de Baranowitz vers 1860, Collection Alexander Duncker

Lors de la réforme des arrondissements du 1er janvier 1818 dans le district d'Oppeln dans la province prussienne de Silésie, le nouveau arrondissement de Rybnik est créé. Il est créé à partir de parties des arrondissements de Pless (de) (ville de Loslau et 35 autres communes), Ratibor (de) (villes de Rybnik et Sohrau avec 76 autres communes) et Tost (de) (Flecken Pilchowitz et huit autres communes),.
Le 8 novembre 1919, la province de Silésie estdissoute et la nouvelle province de Haute-Silésie est formée à partir du district d'Oppeln.
Lors du plébiscite de Haute-Silésie le 20 mars 1921, 34,8 % des électeurs de l'arrondissement de Rybnik votent pour le maintien dans le giron allemand et 65,2 % pour la cession à la Pologne. À la suite des décisions prises par la Conférence des ambassadeurs de Paris, la majeure partie de l'arrondissement doit être cédée à la Pologne le 3 juillet 1922. La partie restante de l'arrondissement, restée allemande, continue d'abord à exister formellement en tant qu'arrondissement distinct jusqu'à ce qu'il soit dissous le 1er janvier 1927 et divisé comme suit :
- Les communes et les districts de domaine de Barglowka, Groß Rauden, Gurek, Jankowitz-Rauden, Klein Rauden, Rennersdorf, Stanitz et Stodoll sont transférés à l'arrondissement de Ratibor.
- Les communes et les districts de domaine de Nieborowitz, Nieborowitzer Hammer, Niederdorf, Pilchowitz et Wielepole-Pilchowitz sont transférés à l'arrondissement de Tost-Gleiwitz.

La territoire de l'arrondissement qui est rattaché à la Pologne y forme le powiat de Rybnik.
Pendant l'occupation allemande de la Pologne de 1939 à 1945, un arrondissement de Rybnik (de) est créé dans le cadre du district de Kattowitz.

## Évolution de la démographie
| Année | Habitants | Source |
| ----- | --------- | ------ |
| 1819  | 31 740    | [ 3 ]  |
| 1846  | 59 464    | [ 4 ]  |
| 1871  | 74.121    | [ 5 ]  |
| 1885  | 79 669    | [ 6 ]  |
| 1900  | 96 248    | [ 7 ]  |
| 1910  | 131 630   | [ 7 ]  |
|       |           |        |
| 1925  | 8 779     | [ 8 ]  |

Lors du recensement de 1910, 78 % des habitants de l'arrondissement de Rybnik se déclarent locuteurs purement polonais et 19 % comme purement germanophone. 95 % des habitants sont catholiques en 1910 et 4% évangéliques.

## Administrateurs de l'arrondissement
- 1818–183200Friedrich von Wengersky
- 1832–183400Moritz von Stengel (de)
- 1834–186000Emil von Durant (de)
- 18600000000Adalbert von der Recke
- 1860–187300Ludwig von Richthofen
- 1873–190100Carl Gemander (de)
- 1901–190300Georg Plewig
- 1903–191900Hans Lentz (de)
- 19190000000Hans Lukaschek
- 19200000000Paul Strzoda
- 1920–192200Paulus van Husen
- 1922–192500Artur Finger (de)
- 1925–192600Alfons Schmidt

## Constitution communale
L'arrondissement de Rybnik est divisé en villes, communes et districts de domaine, les communes et les districts de domaine étant regroupés en districts de bureau. Jusqu'en 1922, le règlement des arrondissements pour les provinces de Prusse-Orientale et Occidentale, de Brandebourg, de Poméranie, de Silésie et de Saxe du 19 mars 1881 est resté en vigueur.

## Communes
En 1908, trois villes et 112 communes appartiennent à l'arrondissement de Rybnik,. Les communes marquées d'un D sont restées dans le Reich allemand en 1922.
- Alt Dubensko
- Altenstein
- Baranowitz
- Barglowka D
- Belk
- Birtultau
- Boguschowitz
- Brodek
- Chwallentzitz
- Chwallowitz
- Cissowka
- Czernitz
- Czerwionka
- Czirsowitz
- Czuchow
- Dyhrngrund (de)
- Dzimierz
- Ellguth
- Friedrichsthal
- Gaschowitz
- Godow
- Gogolau
- Golkowitz
- Golleow
- Gottartowitz
- Groß Dubensko
- Groß Rauden D
- Groß Thurze
- Gurek D
- Jankowitz-Rauden D
- Jedlownik
- Jeykowitz
- Klein Rauden D
- Klein Thurze
- Klischczow
- Klokotschin
- Knizenitz
- Knurow
- Kokoschütz
- Königlich Jankowitz
- Königlich Radoschau
- Königlich Wielepole
- Königlich Zamislau
- Königsdorff-Jastrzemb
- Kriewald
- Krostoschowitz
- Krzischkowitz
- Lazisk
- Leschczin
- Lissek
- Lohnitz
- Loslau, ville
- Lukow
- Moschczenitz
- Mschanna
- Neudorf
- Nieborowitz D
- Nieborowitzer Hammer D
- Nieder Marklowitz
- Nieder Niewiadom (de)
- Nieder Radoschau
- Nieder Rydultau
- Nieder Schwirklan
- Nieder Wilcza
- Niederdorf D
- Niedobschütz
- Ober Jastrzemb
- Ober Marklowitz
- Ober Niewiadom (de)
- Ober Radoschau
- Ober Rydultau
- Ober Schwirklan
- Ober Wilcza
- Ochojetz
- Orzupowitz
- Oschin
- Pallowitz
- Peterkowitz
- Pietze
- Pilchowitz D
- Pohlom
- Poppelau
- Przegendza
- Pschow
- Pschower Dollen
- Pstrzonsna
- Radlin
- Rennersdorf D
- Rogoisna
- Romanshof
- Rowin
- Roy
- Ruptau
- Ruptawietz
- Rybnik, ville
- Rzuchow
- Schyglowitz
- Sczeykowitz
- Sczyrbitz
- Seibersdorf
- Skrbenski
- Skrzischow
- Sohrau, ville
- Sophienthal
- Stanitz D
- Stanowitz
- Stein (de)
- Stodoll D
- Summin
- Vorbriegen
- Wielepole-Pilchowitz D
- Wilchwa
- Zawada
- Zwonowitz
- Zyttna

Avant 1908, la commune d'Alt Loslau est rattachée à Loslau et la commune de Smollna à Rybnik. En 1908, quatre communes sont également rebaptisées :
- Dzimierz → Dreilinden
- Pstrzonsna → Fischgrund
- Nieder Niewiadom (de) → Nieder Birkenau
- Rzuchow → Schönburg

## Personnalités liées à l'arrondissement
- Otto von Garnier (1830-1908), général né à Beatenhof près de Moschczenitz